# Rökenskärr
Rökenskärr är en sjö i Nyköpings kommun i Södermanland och ingår i Kilaåns huvudavrinningsområde.